# Jagdalpur
Jagdalpur è una suddivisione dell'India, classificata come municipality, di 73.687 abitanti, capoluogo del distretto di Bastar e della divisione di Bastar, nello stato federato del Chhattisgarh. In base al numero di abitanti la città rientra nella classe II (da 50.000 a 99.999 persone).

## Geografia fisica
La città è situata a 19° 4' 0 N e 82° 1' 60 E e ha un'altitudine di 551 m s.l.m..

## Società

### Evoluzione demografica
Al censimento del 2001 la popolazione di Jagdalpur assommava a 73.687 persone, delle quali 37.814 maschi e 35.873 femmine. I bambini di età inferiore o uguale ai sei anni assommavano a 8.614, dei quali 4.506 maschi e 4.108 femmine. Infine, coloro che erano in grado di saper almeno leggere e scrivere erano 54.383, dei quali 30.035 maschi e 24.348 femmine.